# Шеперд (Монтана)
Шеперд (англ. Shepherd) — переписна місцевість (CDP) в США, в окрузі Єллоустоун штату Монтана. Населення — 507 осіб (2020).

## Географія
Шеперд розташований за координатами 45°56′48″ пн. ш. 108°20′47″ зх. д. / 45.94667° пн. ш. 108.34639° зх. д. (45.946804, -108.346348).  За даними Бюро перепису населення США в 2010 році переписна місцевість мала площу 5,76 км², уся площа — суходіл.

## Демографія
Згідно з переписом 2010 року, у переписній місцевості мешкало 516 осіб у 195 домогосподарствах у складі 142 родин. Густота населення становила 90 осіб/км².  Було 203 помешкання (35/км²).
Расовий склад населення:
| - 93,6 % — білих - 2,9 % — корінних американців - 0,4 % — чорних або афроамериканців - 0,2 % — вихідців з тихоокеанських островів |

До двох чи більше рас належало 2,7 %. Частка іспаномовних становила 0,4 % від усіх жителів.
За віковим діапазоном населення розподілялося таким чином: 28,7 % — особи молодші 18 років, 62,2 % — особи у віці 18—64 років, 9,1 % — особи у віці 65 років та старші. Медіана віку мешканця становила 36,9 року. На 100 осіб жіночої статі у переписній місцевості припадало 115,0 чоловіків;  на 100 жінок у віці від 18 років та старших — 109,1 чоловіків також старших 18 років.
Середній дохід на одне домашнє господарство  становив 50 829 доларів США (медіана — 42 143), а середній дохід на одну сім'ю — 64 293 долари (медіана — 58 750). За межею бідності перебувало 16,7 % осіб, у тому числі 0,0 % дітей у віці до 18 років та 0,0 % осіб у віці 65 років та старших.
Цивільне працевлаштоване населення становило 216 осіб. Основні галузі зайнятості: виробництво — 20,4 %, мистецтво, розваги та відпочинок — 18,5 %, фінанси, страхування та нерухомість — 11,1 %, освіта, охорона здоров'я та соціальна допомога — 10,6 %.